# 杭州佛学院
杭州佛学院是杭州市佛教协会创办的一所佛教学院，位于中国浙江省杭州市。

## 沿革
该院的前身是太虚大师和巨赞法师1946年12月创办的杭州武林佛学院。该院于1948年底因为经费断绝被迫停办。1998年，杭州市佛教协会创办了杭州佛教僧伽培训班。2005年，该培训班经国家宗教事务局批准更名为杭州佛学院。2010年杭州佛学院设立佛教艺术院。

## 院系
该院设两个二级学院即教理院、艺术院，此外还设有研究所。

### 教理院
前身是1998年由杭州市佛教协会创办的“杭州佛教僧伽进修班”。设于中天竺法净禅寺内。

### 艺术院
成立于2010年9月。为中国唯一学科门类齐全的综合性佛教艺术院校。设于新校区（灵隐景区法云弄）内。

### 青年学佛班
对外佛学进修班。设于中天竺法净禅寺内。

## 学制
该院有本科和研究生二级教学，本科生学制四年，研究生学制三年。

## 历任院长
杭州武林佛学院院长
- 释巨赞（1946年-1948年）

杭州佛教僧伽培训班主任
- 释光泉（1998年-2005年）

杭州佛学院院长
- 释光泉（2005年-）